# Коньяр

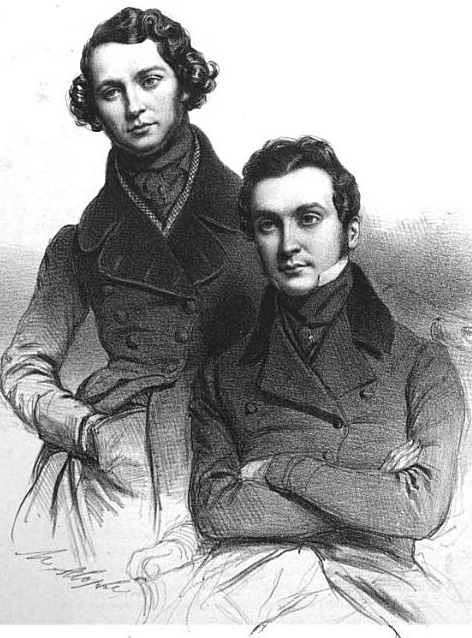
Братья Коньяр

Коньяр, братья Карл-Теодор (фр. Theódore Cogniard; 1806—1872) и Жан-Ипполит (фр. Hippolyte Cogniard; 1807—1882) — французские драматурги, писавшие все свои пьесы совместно.
Наиболее известные из них: «Трёхцветная кокарда» («La Cocarde tricolore», фарс, 1831), «Les chauffeurs» (мелодрама), «La Biche au bois» (феерия), «Les Mille et une Nuits» (феерия).